# Alfred Hoche
Pour les articles homonymes, voir Hoche.
Alfred Hoche, né le 1er août 1865 à Wildenhain et mort le 16 mai 1943 à Baden-Baden, est un psychiatre allemand, promoteur de l'euthanasie des enfants handicapés et des « vies qui ne valent pas la peine d'être vécues ».

## Biographie
Alfred Erich Hoche est le fils d'un pasteur protestant de Saxe. Il étudie à Berlin et Heidelberg jusqu'en 1890. En 1891, il termine ses études à l'université de Strasbourg où il est nommé professeur assistant en 1897. 
En 1902, il est professeur de neuropathologie à l'université de Fribourg-en-Brisgau, et directeur de l'hôpital psychiatrique. Ses apports théoriques sont surtout centrés sur les classifications des maladies mentales dans un article publié en 1912,. En son temps, il est l'un des principaux critiques de la psychanalyse. 
Durant la Première Guerre mondiale, il perd son fils unique à la bataille de Langemark (une offensive de la bataille de Passchendaele), tout en étant confronté à la prise en charge des handicapés mentaux, enfants et adultes, en temps de guerre et de restrictions économiques. 
C'est là qu'il élabore des concepts tels que « existences de ballast », « bouches inutiles », et de « vies qui ne valent pas la peine d'être vécues » pour justifier une euthanasie des handicapés jugés comme « fardeau social », dans une brochure publiée à partir de 1920. 
Marié à une juive, il est mis à la retraite anticipée par les nazis en 1933 (Loi allemande sur la restauration de la fonction publique du 7 avril 1933). 
Dans sa retraite, il publie seulement des textes littéraires, dont une autobiographie en 1934, et des poèmes sous le pseudonyme « Alfred Erich ».
Il meurt en 1943, probablement par suicide.
Alfred Hoche n'était pas nazi, et si l'on en juge par ses écrits, pas même sympathisant, puisqu'il s'oppose à l'eugénisme et au programme nazi d'euthanasie en écrivant que cela « aurait empêché la naissance de Goethe, de Schopenhauer et de Beethoven ».
Pourtant les autorités médicales du IIIe Reich empruntent les termes et les concepts d'Alfred Hoche, y compris pour servir de discussion dans le recrutement des médecins chargés d'appliquer le programme d'euthanasie Aktion T4. Aussi les historiens sont unanimes pour considérer qu'Albert Hoche a préparé le terrain ou ouvert la voie à l'eugénisme nazi,.

## L'euthanasie des handicapés

### Contexte
En Europe continentale, un nouveau débat sur l'euthanasie s'ouvre à la fin du XIXe siècle avec la publication en 1895 de Das Recht Auf den Tod (Le droit de mourir) du médecin allemand Adolf Jost (1874-1908). Il ne s'agit plus seulement de soulager les souffrances de l'agonie (idée des médecins des Lumières), mais d'aider à mourir y compris en donnant la mort par compassion (suicide assisté). Cette euthanasie est un choix volontaire du sujet, lorsqu'il juge que la valeur de sa vie est négative, ne valant plus la peine d'être vécue, ou comme un fardeau insupportable pour son entourage.
Ce nouveau concept est repris par le darwinisme social, en particulier par le biologiste Ernst Haeckel (1834-1919) qui fait de l'euthanasie un moyen d'eugénisme, notamment pour les nouveau-nés gravement handicapés. En 1913, il publie une lettre ouverte d'un patient mourant demandant la légalisation de l'euthanasie. Il est l'un des premiers à amalgamer l'euthanasie demande volontaire avec l'euthanasie involontaire (non demandée). 
L'énormité des pertes de la première guerre mondiale entraine une dévalorisation de la vie individuelle, en posant la question de la « survie de la nation et de la race ». En Allemagne, la défaite militaire, le traité de Versailles, les réparations, la crise économique et l'hyperinflation entraînent de graves privations qui mettent à mal la morale traditionnelle.
Dans le contexte de l'immédiate après-guerre (premières années de la République de Weimar), l'intelligensia allemande se sent libre d'explorer de nouvelles voies et de sortir des sentiers battus. 

### Lebensunwerten Lebens

#### Présentation
En 1920, le juriste Karl Binding (1841-1920) et Alfred Hoche publient une brochure soutenant l'euthanasie intitulée « Die Freigabe der Vernichtung lebensunwerten Lebens. Ihr Maß und ihre Form »  (en français : Le droit de détruire la vie dénuée de valeur).
Il s'agit de deux essais parallèles, écrits séparément, l'un de Binding, l'autre de Hoche. L'ensemble se présente comme un dossier juridique composé de 251 paragraphes numérotés. Binding traite des aspects juridiques en 199 paragraphes, suivis de la partie rédigée par Hoche en 52 paragraphes sur les aspects médicaux.

#### Contenu
Leur livre qualifie les malades et les handicapés de fardeau à la fois pour eux-mêmes et pour la société. Les auteurs affirment que leur meurtre n'était pas une grande perte, dans la mesure où le coût pour maintenir ces individus inutiles était très élevé, et que l'état pouvait consacrer cet argent à des dépenses plus constructives. La solution proposée fut de supprimer les handicapés physiques et mentaux. Elle exigeait par conséquent la levée de tous les obstacles religieux et légaux. 
Dans sa partie médicale, Hoche commence par une critique de la morale médicale traditionnelle : serment d'Hippocrate et morale chrétienne. Il justifie ensuite le concept juridique de Binding de « vie dénuée de valeur » par des arguments médicaux. Il prétend que les handicapés mentaux (idiots profonds incurables) manquent de volonté de vivre, qu'ils sont indifférents à la vie comme à la mort, que leur vie n'a pas de sens, et qu'ils sont comme des « coquilles vides ». Ce fardeau social est supportable dans une société prospère, mais en économie de guerre ou en situation de restrictions économiques, ils ne méritent pas de vivre aux dépens des autres, ce sont des « existences de ballast » (dont la société peut se délester). 
Quant aux risques d'erreurs de diagnostic et de sélection des vies sans valeur, Hoche prétend qu'il existe en ce domaine « 100 % de certitude ».

## Réactions et conséquences

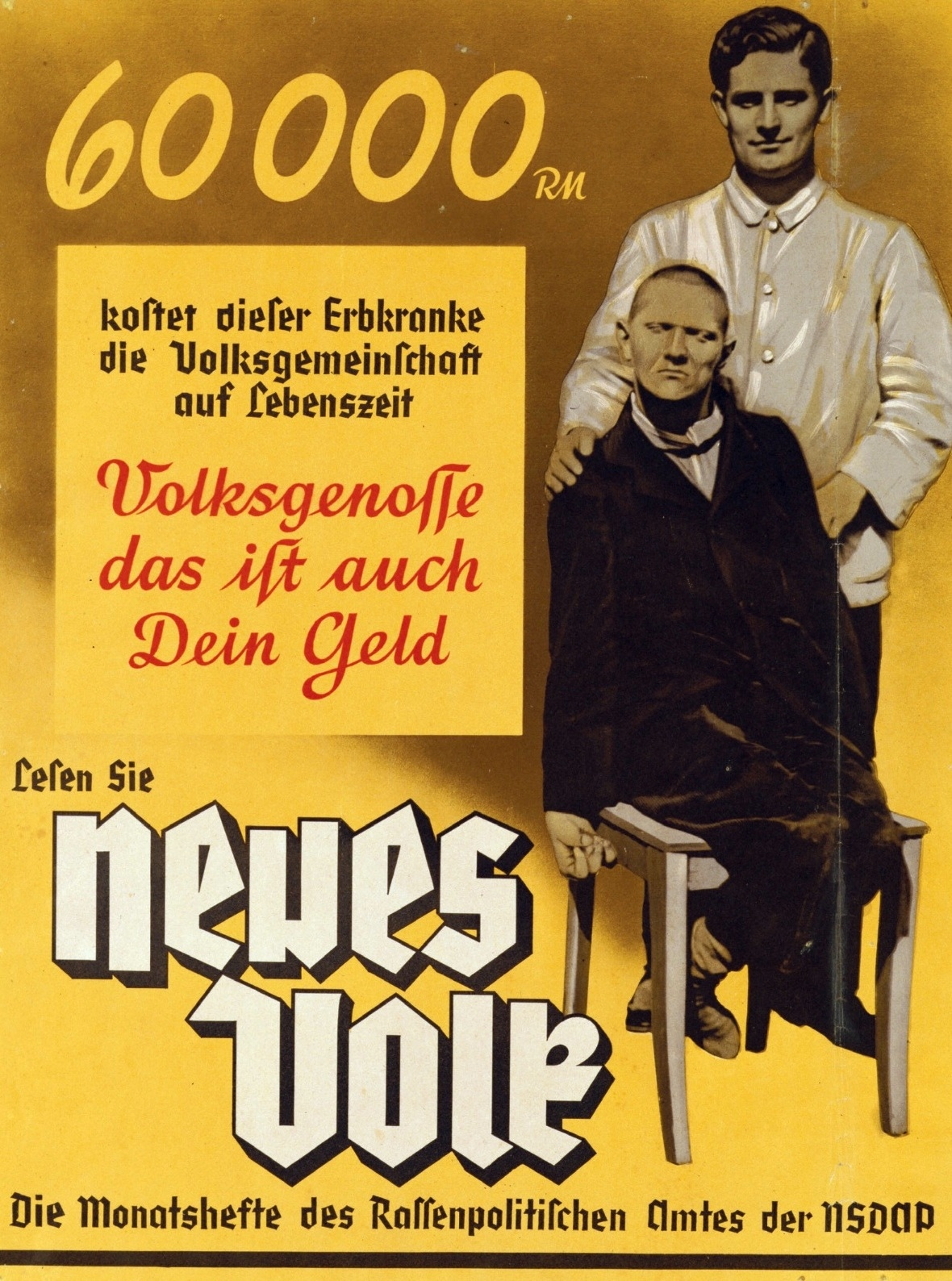
« 60 000 Reichmarks, c'est ce que coûte cette personne, sa vie durant, à la société. Citoyen, c'est aussi ton argent », affiche du magazine nazi Neues Volk (Peuple Nouveau) vers 1937.